# Klaus Kordon
Klaus Kordon (Pankow, barrio del este de Berlín, 21 de septiembre de 1943) es un novelista alemán.
Nacido poco después del fin de la Segunda Guerra Mundial, viviendo su niñez en la que fuera Zona de ocupación soviética y luego República Democrática Alemana. Cuando él se desarrolló como autor lo hizo inspirado por el muro de Berlín levantado en 1961. Tal hecho hizo que en gran medida el tema de su narrativa haya estribado en contar historias sobre el muro. Precisamente una de sus novelas se llama El Muro, el argumento de tal novela trata de una chica y un chico que se conocen viviendo en los distintos lados del muro. A lo largo de esta relación ambos se van dando cuenta de por qué fue levantado el muro. Esta novela es para niños, cuenta lo que pasaba en ambos lados: cómo vivían, el tipo de economía, cómo los vigilaban, etc.
Tras la muerte de su madre creció en hogares infantiles y juveniles de Berlín. Realizó diferentes trabajos y estudió Economía Política.
Ha viajado y viaja con frecuencia por Asia y África. Su primer libro lo publicó en 1977. Desde 1980 trabaja como escritor, además de hacer guiones para la radio y la televisión. Sus libros infantiles y juveniles han sido traducidos a numerosos idiomas, habiendo recibido importantes premios literarios, como el Premio alemán al libro juvenil.
- Datos: Q72831
- Multimedia: Klaus Kordon / Q72831